# Jornada Nacional dels Patriotes
La Jornada nacional dels Patriotes és un dia festiu a Quebec; se celebra el dilluns anterior al 25 de maig de cada any. Instaurada el 22 de novembre del 2002 i celebrada per primera vegada el 19 de maig del 2003, aquesta jornada pretén «subratllar la importància de la lluita dels Patriotes de 1837-1838 pel reconeixement de la seva nació, per la seva llibertat política i per l'establiment d'un govern democràtic». Abans de 2003, el dilluns anterior al 25 de maig de cada any era la festa de Dollard, instituïda l'any 1920. Aquesta festa ha portat sovint el nom Festa de Dollard i de Chénier en les últimes dècades abans de 2003, el que prefigurava el reemplaçament de Dollard pels Patriotes. A la mateixa data, la festa de la Reina és observada al nivell federal i per altres províncies i territoris de Canadà.

## Història

Bandera utilitzada pels Patriotes del Baix Canadà de 1832 a 1838. És encara regularment utilitzat avui en la Festa nacional de Quebec i la Jornada nacional dels patriotes.

L'any 1937, les Festes del centenari de 1837, organitzades per ciutadans de Sant-Denis-a-Richelieu, commemoraren les lluites dels patriotes de 1837-1838 per la llibertat, el reconeixement nacional del seu poble i la democràcia.
L'any 1962, any del 125è aniversari de l'Aixecament de 1837, té lloc la primera d'una sèrie ininterrompuda de concentracions de ciutadans, al novembre, a Sant-Denis-a-Richelieu, per tal de commemorar la memòria dels Patriotes.
Després, un programa de Ràdio-Canadà (Le Sel de la semaine) al maig 1968 va elegir Jean-Olivier Chénier com el més gran heroi francocandenc. L'emissió acaba amb el suggeriment que la festa de Dollard sigui reemplaçada per la festa de Chénier. Això no va passar, però d'aleshores ençà la festa de Dollard va ser sovint anomenada conjuntament Festa de Dollard i de Chénier als calendaris. Això va associar els Patriotes amb el dia exacte de la Jornada nacional dels Patriotes d'avui (és a dir, el penúltim dilluns de maig coincidint amb la festa de la Reina).
El 6 d'octubre de 1982, el govern de Quebec decreta la Jornada dels Patriotes, el diumenge el més prop del 23 de maig per tal «d'honrar la memòria dels Patriotes que van lluitat pel reconeixement nacional del nostre poble, per la seva llibertat política i per l'obtenció d'un sistema de govern democràtic».
El desig que la Jornada dels Patriotes fos commemorada per un dia festiu incità els ciutadans a fer campanya per obtenir un nou dia lliure al novembre o la substitució d'un dia de descans existent. El Club Sobirà del Estrie, llançà el moviment «Per un dia festiu en memòria dels Patriotes» l'any 1987. S'hi afegiren tot seguit diverses associacions de ciutadans, incloent-hi la Societat Sant-Jean-Baptiste de Montreal i el Comitè del 15 de febrer de 1839, fundat l'any 1997 per ajudar al finançament del film 15 de febrer de 1839 de Pierre Falardeau.
Finalment, substituint la Festa de Dollard, la Jornada des patriotes, rebatejada com a Jornada nacional dels Patriotes, té el seu propi dia festiu. El desplaçament de novembre a maig va ser motivat per la voluntat d'evidenciar el punt de sortida de les assemblees públiques organitzades per ciutadans patriotes a través del Baix-Canadà de maig a novembre de 1837 en resposta a l'adopció per la Cambra dels municipis britànics de les deu resolucions del Secretari d'Estat a l'interior Lord John Russell.